# John Gayle
John Gayle, född 11 september 1792 i Sumter, South Carolina, död 21 juli 1859 i Mobile, Alabama, var en amerikansk politiker och jurist. Han var guvernör i Alabama 1831–1835 och representerade Alabamas första distrikt i USA:s representanthus 1847–1849. Han var först demokrat och sedan whig.
Gayle utexaminerades 1813 från South Carolina College (numera University of South Carolina) och inledde 1818 sin karriär som advokat i Alabamaterritoriet. Han tjänstgjorde som domare i delstaten Alabamas högsta domstol 1828–1829.
Gayle efterträdde 1831 Samuel B. Moore som guvernör och efterträddes 1835 av Clement Comer Clay. Efter sin tid som guvernör arbetade han som advokat i Mobile. Som guvernör hade han varit demokrat men i representanthuset mellan 1847 och 1849 representerade han Whig-partiet som vann presidentvalet i USA 1848. President Zachary Taylor utnämnde Gayle 1849 till en federal domarbefattning.